# Neptuno (mitología)

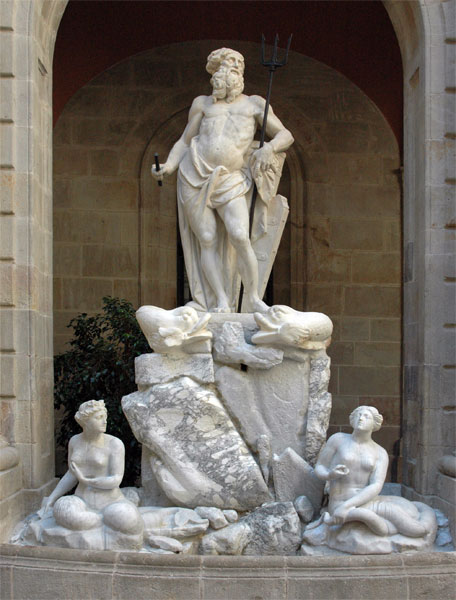
Neptuno se suele representar con un tridente, como en este conjunto escultórico (1802) homónimo, de Nicolau Travé. Barcelona: Lonja de Mar.

Neptuno (en latín, Neptūnus; en italiano, Nettuno; en griego, Νεπτούνους) es un dios de la mitología romana, hijo de Saturno y hermano de Júpiter. Los hombres le consideraban el rey de los mares.  La teología de Neptuno se ve limitada por su estrecha identificación con el dios griego Poseidón. Neptuno seguía siendo un dios del agua dulce.
Neptuno era un dios del mar  y también del elemento agua,  y en consecuencia de los ríos y las fuentes.  Dependiendo del mitógrafo romano en cuestión su esposa o consorte era Anfitrite, Salacia  o Venilia.  No en vano Varrón conecta a Salacia con «sal» y a Venilia con el «viento», elementos naturalmente asociados al mar.  Si Neptuno es el dios del mar entonces su esposa Salacia lo es de las profundidades marinas. Cicerón dice que etimológicamente Neptuno proviene de ‘nadar’.  Neptuno también está relacionado con el dios estrusco Nethuns, dios del agua dulce.
Representaciones de Neptuno en mosaicos romanos, especialmente los del norte de África, están influidas por las convenciones helenísticas. En ellos Neptuno va en un carro con su tridente tirado por hipocampos o delfines albinos. A su paso se agitan dioses, númenes y monstruos de los mares, como tritones o nereidas. Neptuno probablemente fue asociado con manantiales de agua dulce antes que el mar. Al igual que Poseidón, fue adorado por los romanos también como un dios de caballos, bajo el nombre de Neptuno Ecuestre, patrón de las carreras de caballos. Las fiestas de Neptuno eran la Neptunalia, celebradas en la época más calurosa del año.  Neptuno solo tuvo un templo en Roma. Se erigía cerca del Circo Flaminio, el hipódromo romano situado en la parte sur del Campo de Marte.

## Mitología

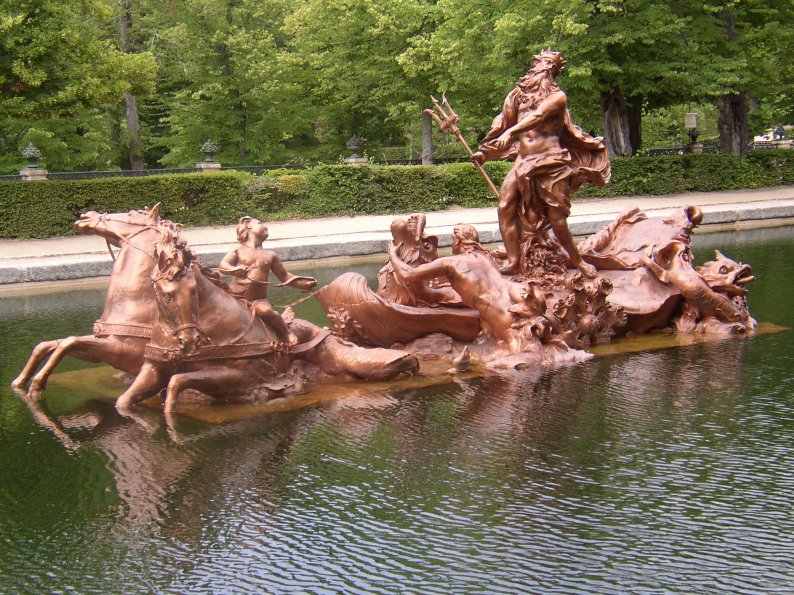
Escultura de Neptuno y sus caballos (s. XVIII) en La Granja (Segovia, España).

Neptuno significa «tronar desde una nube» y es el tercero en poder tras Júpiter y Juno, además de que preside el elemento del agua. Se le representa portando un tridente porque ejerce la triple virtud del agua: fluyente, fértil y potable. Los hombres nombran a Anfitrite como esposa de Neptuno, ya que el agua está en los tres elementos, y «todo alrededor» en griego se expresa como amphi.
Higino, en sus Fábulas, nos habla de varios episodios mitológicos de Neptuno. Era uno de los hijos de Saturno y Ops y hermano de Júpiter, Juno, Ceres, Vesta y Plutón.  Tras su nacimiento Saturno lo expulsó a las profundidades del mar pues un hijo suyo varón lo destronaría.  Después de que Júpiter expulsara a su padre del reino, los tres hermanos dividieron el mundo entero por sorteo entre ellos: Júpiter tomó posesión del el cielo, Neptuno el mar y Plutón el inframundo. Hay indicios de que los hermanos individuales tienen poder en el reino: Júpiter tiene un rayo hecho de tres partes, Neptuno un tridente y Plutón un sabueso de tres cabezas.
De Neptuno y Anfitrite fue hijo Tritón pero con Medusa engendró a Pegaso y Crisaor.  Con Teófane Neptuno fue padre del carnero de oro que llevó a Frixo hasta la Cólquide.  Júpiter, Neptuno y Mercurio se presentaron como invitados ante el rey Hirieo; para agradecerle su hospitalidad mearon en una piel de toro y del suelo emergió Orión.  Cuando Neptuno observó a Venus paseando por las orillas del mar de Sicilia tuvo relaciones con ella. Embarazada por él, tuvo un hijo al que llamó llamó Érice.

Cuando sucedió la competición entre Neptuno y Minerva acerca de quién debería ser el fundador de un pueblo en el Ática, tomaron a Júpiter como juez. Minerva fue la primera en plantar el olivo en esa tierra, y se dice que ahí ha permanecido hasta nuestros días. El juicio fue favorable a ella. Pero Neptuno, encolerizado, quiso anegar la tierra con las aguas del mar. Mercurio, bajo las órdenes de Júpiter, le prohibió ejecutar su venganza.  Neptuno, debido a que permanecía hostil con Minerva, le sugirió a Vulcano que solicitase en matrimonio a Minerva.

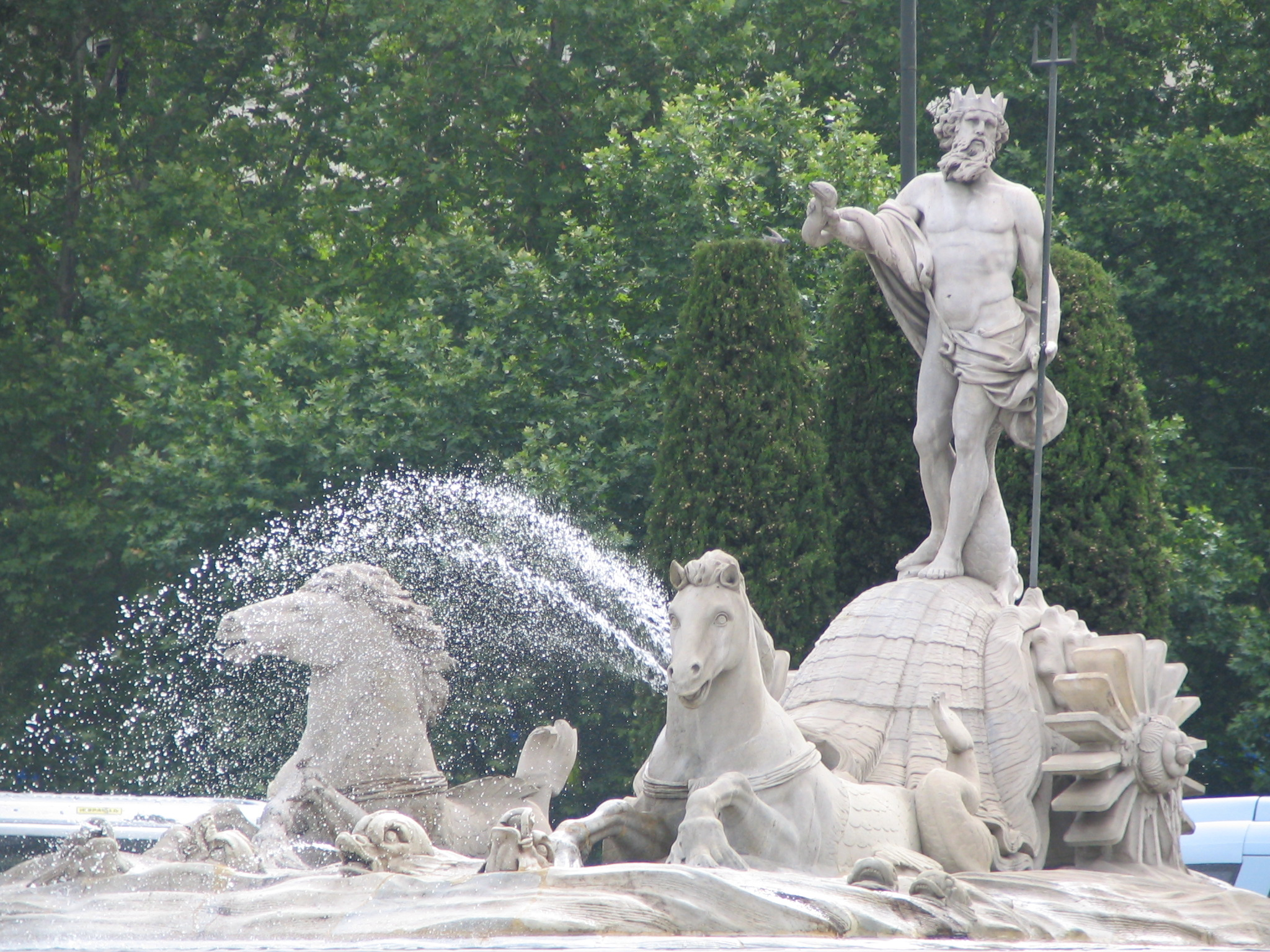
Fuente de Neptuno en Madrid.

Los Alóadas, hijos o nietos gigantescos de Neptuno y Ifímede, se propusieron subir al cielo pero se mataron ellos mismos con una treta de Apolo. Polifemo, el cíclope que se encontró con Ulises, era hijo de Neptuno; este se vengaría luego de él quebrando la balsa en la que viajaba.  Neptuno acogió a Latona cuando estaba bajo la cólera de Juno; hizo emerger la isla de Ortigia para que ella pudiera dar allí a luz.

Neptuno fue padre de diversos argonautas. Céneo antes era conocida como Cénide: Neptuno le concedió del deseo de convertirse en un muchacho invulnerable a toda herida. Eufemo, era hijo de Neptuno y de Europa, hija de Ticio, venía del Ténaro; se dice que podía correr sobre el agua sin mojarse los pies. Otros argonautas hijos de Neptuno fueron Nauplio de la Argólida, Anceo de Ímbraso y Ergino de Mileto.  Enemigo de los argonautas fue Ámico, rey de Bebricia, hijo de Neptuno y Melia. Pólux lo venció en el boxeo.

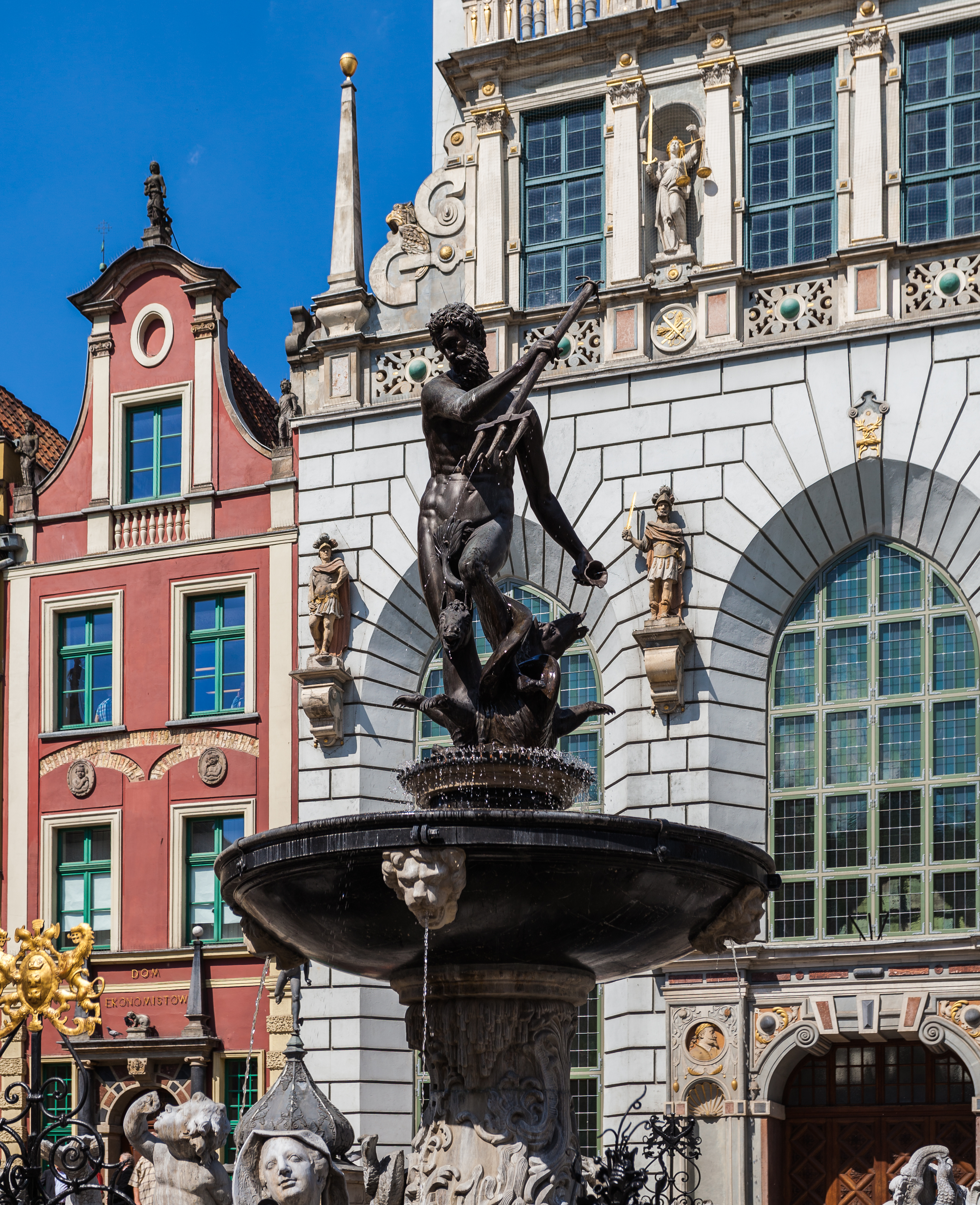
Fuente de Neptuno en Gdansk (Polonia).

Hércules, en su expedición contra Pilos, mató a Neleo y a diez de sus hijos. Periclímeno, el undécimo, evitó la muerte transformándose en un águila gracias a un don de su abuelo Neptuno. Un oráculo había aconsejado a Pelias hacer un sacrificio en honor a Neptuno, advirtiéndole que, si un hombre calzado en un solo pie llegaba de improvisto, entonces se acercaba su muerte.  Hércules mató a Lico, hijo de Neptuno, porque había planeado matar a su esposa Mégara.  Neptuno y Egeo yacieron ambos en el templo de Minerva con Etra. Neptuno concedió el niño, llamado Teseo, a Egeo.  Teseo en sus aventuras mató a dos hijos de Neptuno malhechores, Corinetes y Procustes. Eumolpo, hijo de Neptuno, vino para atacar Atenas porque alegaba que la tierra del Ática le pertenecía a su padre. Cuando su ejército fue derrotado y él fue muerto por los atenienses, Neptuno demandó que Ctonia, la hija de Erecteo, fuese sacrificada a su persona. El propio Erecteo fue castigado por un trueno arrojado por Júpiter durante sus requerimientos hacia Neptuno.  Hércules también llegó a Egipto, la tierra de Busiris, hijo de Neptuno, padecía de hambruna; Hércules lo mató.
Casiopea proclamó que la belleza de su hija Andrómeda excedía a la de las Nereidas. Debido a esto, Neptuno demandó que Andrómeda fuera ofrecida a un monstruo marino.  Se dice que Neptuno y Apolo hubieron construido el muro que rodeaba Troya. El rey Laomedonte había prometido que les sacrificaría de los ganados de su reino a todo lo que naciera durante ese año. Este voto fue quebrantado debido a su codicia. Por esto Neptuno envió un monstruo marino para que azotase Troya.  Para aplacar a Neptuno Laocoonte ejercía de sacerdote. 

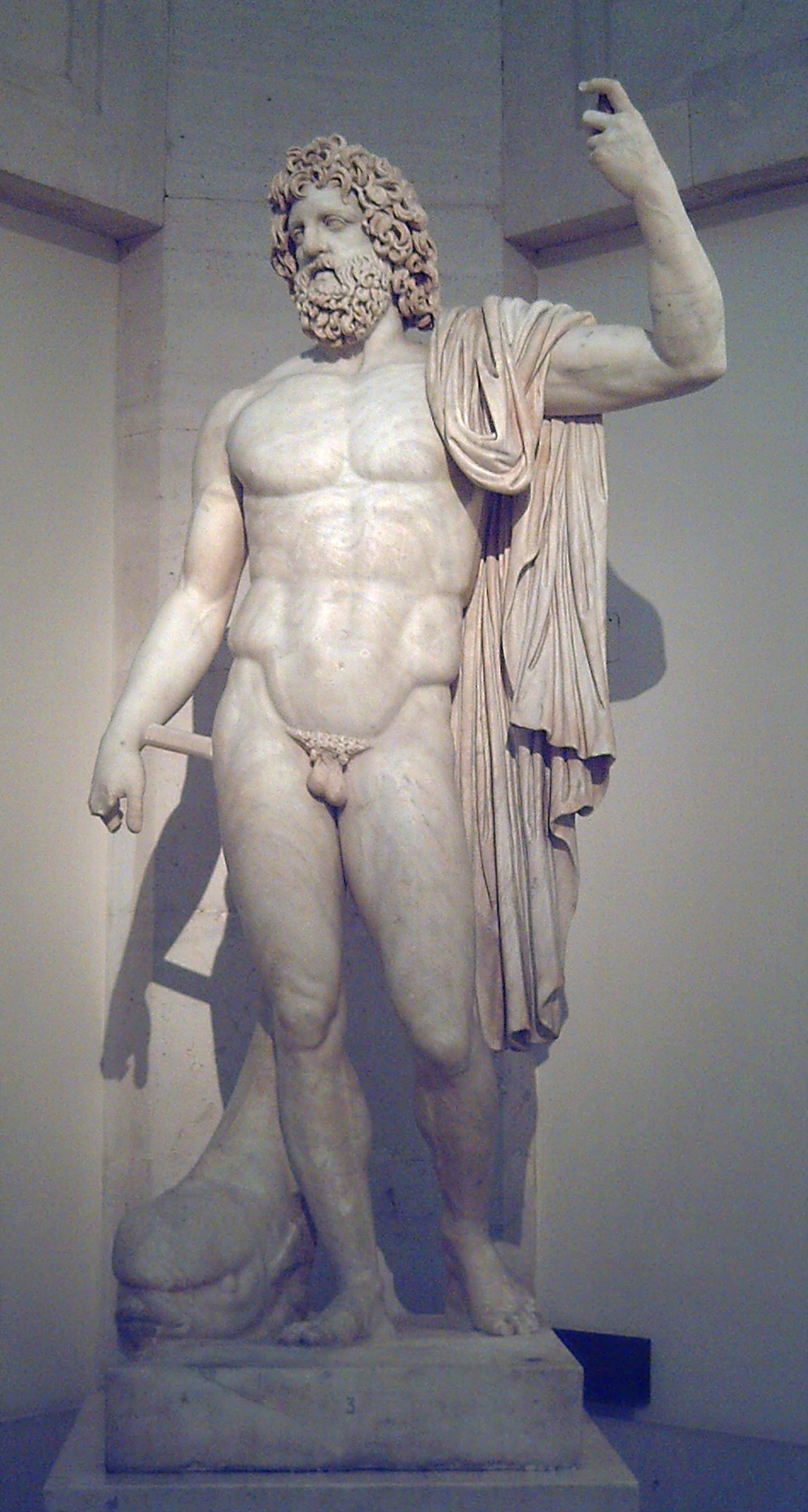
Estatua romana de Neptuno (130–140 d. C., Prado, Madrid)

Socorrió a Amimone de un sátiro y se acostó con ella, naciendo de esta unión Nauplio y el manantial de las aguas del río Lerna.  Neptuno sedujo a Melanipa, una muchacha muy hermosa, hija de Desmontes; de esa unión nacieron dos hijos, Beoto y Eolo. Neptuno les reveló sus verdaderas identidades.  Neptuno abrazó a Álope por su hermosura y he aquí que nació Hipotoonte.

## Datos misceláneos

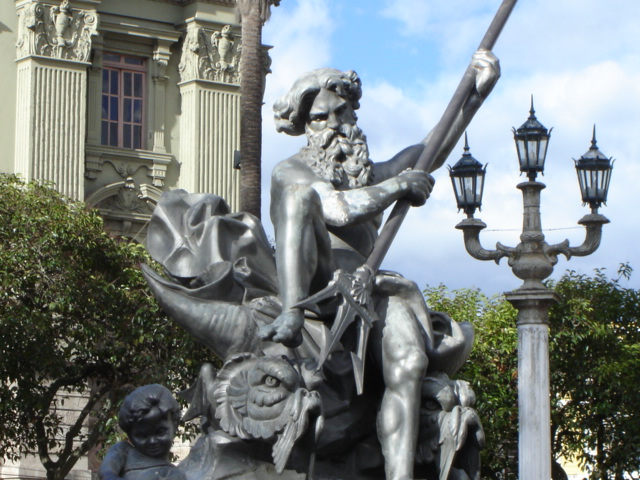
Monumento a Neptuno, parque Sucre, Riobamba (Ecuador)

Originalmente, Neptuno es el dios romano de las nubes y la lluvia, y así se mantiene hasta el año 399 a. C.[cita requerida], cuando se decide la importación del culto a Neptuno desde las colonias griegas de Sicilia y se traslada entonces la divinidad de las aguas aéreas a todas la aguas, pero con predominio de las marinas, de ese cuyas orillas se va edificando el grandioso imperio.